# Семюел Алман
Семюел Альман (єврейський оригінал імені: Шміл або Шмуел Альман, англ. Samuel Alman — Семюел Олман; 20 вересня 1877, Соболівка, Гайсинський повіт, Подільська губернія — 19 липня 1947, Лондон) — британський композитор єврейського походження, автор синагогальної літургійної музики, диригент.

## Біографія
Самуїл Альман народився 1877 року в Соболівці (нині Вінницької області України) у хасидській родині. У дитинстві навчався у хедері, співав у синагогальному хорі, навчався співу у кантора у Сороках. З 1895 року навчався спочатку в Одеській, потім у Кишинівській консерваторіях. В Одесі грав у військовому оркестрі. У Кишиневі потрапив під сильний вплив знаменитого кантора Розумного і почав писати літургійну музику. Після Кишинівського погрому 1903 року залишив місто. Жив у Варшаві, потім у Лондоні, де закінчив Гілдхоллську школу музики та Королівський музичний коледж.
Після закінчення коледжу був хормейстером у різних хорових групах та синагогах Лондона. Спеціально для Єврейського народного театру Файнмана (Feinman's Yiddish People's Theatre) на Commercial Road у лондонському Істенді написав першу єврейську оперу "Мейлех Охус " (Цар Ахаз) на біблійні сюжети з власним лібрето на їдиші за романом Авраама Мапу «Ашмат Шомрон» (іврит: Вина Самарії). Перший сезон театру Файнмана відкрився у березні 1912 рокупостановкою цієї опери з Альманом за диригентським пультом. У ролі царя Ахаза та постановника опери виступив баритон Йосип Виноградов (Вайнштейн, 1868—1930); у першій постановці дебютував на оперній сцені відомий британський баритон Марк Рафаел (Mark Raphael). У наступні роки Альман здійснив у цьому театрі постановки класичних творів світового оперного репертуару у власних перекладах на їдиш — «Ріголетто» Джузеппе Верді, «Сільська честь» П'єтро Масканьї, «Фауст» Шарля Гуно, «Севільський цирульник» Джоаккіно Россіні.
З 1916 року Самуїл Альман був хормейстером Гемпстедської синагоги (Hampstead Synagogue), потім Далстонської синагоги (Dalston Synagogue) в Північному Лондоні (North London) і, нарешті, Великої синагоги (Great Synagogue) на Duke's Place. Керував хоровим товариством ім. Галеві (Halevy Choral Society) та Лондонським канторським хором.
Самуїл Альман — автор літургійних творів, що входять до канону сучасного канторського репертуару. Його стиль тісно пов'язаний з канторськими традиціями України, насамперед канторів Нісн Співака та Залмена Розумного (Соломон Розумний, 1866—1905), а також віденського кантора Соломона Зульцера. Він також автор хорових обробок єврейських народних пісень та романсів на їдиші та статей про єврейську музику. У гармонізації своїх камерних творів Альман розвивав традиції імпресіоністського стилю Клода Дебюссі у поєднанні з мелодійними рисами традиційних співів східноєвропейських євреїв, що надають творам містичну атмосферу.
Серед його опублікованих робіт — збірка літургійних композицій для Суботньої та буденних служб «Ширей Бейс-haКнесес» (Синагогальні пісні) для кантора у супроводі хору у двох томах (1925, 1938); «Псалом 15» (1915) для хору та органу, «Псалом 133» (1934) для хору та фортепіано; «Мі Адір» та «Шева Брахот» (1930) для кантора та органу; «Етика батьків» (1928); пісні на івриті на вірші Х. Н. Бяліка, С. Черніховського, З. Шнеура; ряд композицій для струнних інструментів, у тому числі квартет-сюїта «Ебраїка» (Ebraica: String Quartet, Oxford University Press: Лондон — Нью-Йорк, 1932), композицій для фортепіано та органу. 1930 року С. Альман видав збірку літургійних композицій свого вчителя кантора Ефроїма Залмена Розумного у власних аранжуваннях («Ширей Розумний» — Пісні Розумного, ML Cailingold: Лондон, 1930, див. обкладинку), в 1933 — доповнення до вийшла в 1999 році. Когена «Молитовний голос і вихваляння» під назвою «A Handbook of Synagogue Music: Blue Book» (Підручник синагогальної музики: блакитна книга).

## Записи
- Alman. King Ahaz. B'nai B'rith Music Festival (Louis Berkman — баритон, Carole Rosen — меццо-сопрано, Helen Lawrence — сопрано, Louis Garb — тенор). Bnai Brith Recordings: Лондон, 1984.

## Публікації
- שירי ראזומני Shirei Rozumni. A volume of Recitals sung by the late Solomon Rozumni, World renowned Oberkantor of Odessa (обкладинка). Зображено і зареєстровано Samuel Alman, Musical Director of Hampstead and Bayswater Synagogues, London. Лондон: Cailingold, 1930.
- Переклад: «Ширей Розумний» С. Альмана